# Cristian La Grottería
Cristian Alejandro La Grottería (La Plata, 25 luglio 1974) è un allenatore di calcio, dirigente sportivo ed ex calciatore argentino, di ruolo attaccante.

## Biografia
Possiede il passaporto italiano in quanto i suoi nonni sono originari della Calabria.
È soprannominato Gaucho e Caballo (in italiano cavallo). Anche suo fratello minore Martín è stato un calciatore.
È proprietario del bar Kolar a Padova, città in cui ha giocato per quattro anni, nel centralissimo quartiere del Ghetto.

## Carriera

### Giocatore
Cresciuto nella squadra della sua città, il Gimnasia, nel 1989, a 15 anni, si trasferisce nell'Estudiantes, altra squadra di La Plata, che si accorge di lui dopo un derby vinto dalla sua squadra. Esordisce in massima serie a 19 anni abbandonando gli studi all'università. A quell'epoca i suoi genitori divorziano, e lui decide di trovarsi un lavoro che gli potesse garantire denaro a sufficienza per portare avanti la sua famiglia, dato che non aveva ancora firmato il contratto da calciatore professionista. Trova dunque lavoro in un supermercato di La Plata da cui fu licenziato due giorni dopo per aver rotto una bottiglia di olio. Non riuscendo ancora a firmare il contratto da calciatore professionista, accetta l'offerta dell'Estación Quequén, squadra dilettantistica che gli garantiva uno stipendio mensile equivalente a di 1,5 milioni di lire italiane. In sei mesi gioca 14 partite e segna 11 gol, ma rimane ancora senza contratto a seguito delle vicissitudini legate al suicidio per debiti del suo presidente.
Torna così a La Plata, allenandosi da solo, quando un giorno incontra la squadra dell'Estudiantes che fa footing. Da lì, grazie all'intermediazione di Daniel Cordoba, uno dei suoi ex allenatori delle giovanili, viene tesserato disputando due stagioni di massima serie dal 1995 al 1997, partendo spesso dalla panchina e collezionando 20 presenze con un gol all'attivo. Non trovando poi più spazio in rosa, si trasferisce prima al San Martin di Mendoza in seconda serie (8 partite e 4 gol), per sei mesi, quindi milita per un periodo altrettanto lungo nel San Martín di San Juan, sempre in seconda serie (13 partite e 2 gol). Seppur distinguendosi sul campo, litiga con il proprietario della società che era un senatore politico e lascia la squadra.
A 24 anni si trasferisce in Italia, all'Ancona in Serie C1, firmando un contratto biennale tardando a debuttare a causa del ritardo del transfer internazionale; qui rimane per due stagioni segnando in totale 12 gol in 33 partite, ben figurando. La sua marcatura all'83' durante la gara di play-out contro il Foggia ha aiutato a salvare la squadra dalla retrocessione in Serie C2. Nella finale play-off della stagione successiva, che vede la squadra promossa in Serie B, rimedia un'espulsione che gli causa una squalifica di cinque giornate poi ridotta a tre.
Nel 2000 passa al Palermo, sempre in Serie C1 ma con ambizioni al salto di categoria, che paga il suo cartellino 2 miliardi di lire, record per la terza serie. Alla prima stagione al Palermo riesce ad ottenere la promozione contribuendo con 4 reti venendo confermato in Serie B, nel quale diviene uno dei beniamini del pubblico; nella stessa stagione ha problemi con l'allenatore Giuliano Sonzogni che lo schierava in un ruolo a lui non congeniale. Rimane in Sicilia anche poiché nel frattempo il tecnico della squadra è diventato Ezio Sella. Nelle due successive stagioni in Serie B segna 13 gol con la maglia rosa. Perde la possibilità di esprimersi al meglio, nonostante si fosse già fatto notare per le sue abilità, a causa di un infortunio ad una caviglia.
Dal 2003, dopo 80 presenze e 17 gol in campionato con il Palermo, inizia la sua avventura al Padova dove rimane per quattro stagioni tutte di Serie C1. Nel 2007 decide di scendere di categoria accettando la chiamata della SPAL firmando un contratto triennale, e dopo due stagioni con 45 presenze e 12 reti in campionato passa al Bassano Virtus in Lega Pro Seconda Divisione. Il 15 giugno 2010 viene ufficializzato il rinnovo del contratto fino al 30 giugno 2011.
Il 15 maggio 2011 si ritira a 36 anni giocando la sua ultima partita in Bassano-Alessandria (0-1).

### Dirigente
Il 15 giugno 2011 il Bassano Virtus annuncia che a partire dal 1º luglio La Grottería entrerà a far parte dell'organigramma societario della squadra con il ruolo di coordinatore dell'area tecnica.
Il 23 maggio 2012 rinnova il contratto di altri due anni, con l'incarico di coordinatore dell'area tecnica e responsabile degli osservatori.
Successivamente diventa responsabile dell'area scouting e ricerca partner, sempre del Bassano Virtus. Il 5 gennaio 2018 torna al club veneto, diventando collaboratore dell'area tecnica.
Dal 1 luglio 2018, chiamato dal dg Stefano Marchetti, diventa Responsabile del settore giovanile del Cittadella succedendo a Lucio Fasolato. Il 30 maggio 2024, il Cittadella annuncia la fine del rapporto di collaborazione.

### Allenatore
Il 13 marzo 2012, dopo l'esonero di Osvaldo Jaconi, diventa l'allenatore in seconda del Bassano Virtus affiancando in panchina il nuovo tecnico Giuseppe Brucato, mantenendo anche il ruolo di coordinatore dell'area tecnica.
Nell'estate del 2015 torna all'incarico di allenatore in seconda del Bassano Virtus affiancando in panchina il nuovo tecnico Stefano Sottili.

## Palmarès
- Campionato italiano Serie C: 1

Palermo: 2000-2001